# Schizymenium pseudopohlia
Schizymenium pseudopohlia är en bladmossart som beskrevs av Arthur Jonathan Shaw 1987. Schizymenium pseudopohlia ingår i släktet Schizymenium och familjen Bryaceae. Inga underarter finns listade i Catalogue of Life.